# David R. Ashbaugh
 David R. Ashbaugh   est un policier canadien connu pour ses recherches approfondies sur l'identification par les crêtes papillaires, introduisant pour la première fois l’utilisation du terme crêtologie en criminalistique ainsi que la méthode ACE-V dans l’identification par empreintes digitales.  David Ashbaugh a également écrit et publié un ouvrage de référence fondamental et essentiel pour la communauté de l'identité judiciaire: Quantitative-Qualitative Friction Ridge Analysis: An Introduction to Basic and Advanced Ridgeology.

## Biographie
David Ashbaugh est né le 11 mars 1946. Il a travaillé pendant plus de trente ans à la Gendarmerie royale du Canada avant de prendre sa retraite en 2004. Au cours de sa carrière, il a servi plus de vingt ans en tant que spécialiste en identité judiciaire certifiés. Au cours de sa carrière, il a contribué à de nombreux articles dans des magazines et des revues du domaine et fait beaucoup de formation à travers le monde.

## Travail
David Ashbaugh a fait des recherches approfondies sur la science de l'identification par empreintes digitales. Dans les années 1980, il introduit dans le domaine la méthode de l'ACE-V pour l'identification des empreintes digitales.  L’acronyme ACE-V signifie Analyse, Comparaison, Évaluation et Vérification. En 1983, Ashbaugh publie le premier article utilisant le terme crêtologie en criminalistique, décrivant et définissant les différentes caractéristiques observé dans l’analyse des empreintes digitales comme étant de niveau 1, niveau 2, niveau 3; termes qui sont maintenant la norme en identité judiciaire dans toute la communauté. En 1999, il écrit un livre traitant des méthodes de crêtologie, poroscopie, de la distorsion par pression, et plus encore. 

## Distinctions
- John A. Dondero Award  (International Association for Identification, USA)
- Prix Edward Foster (Société Canadienne de l’Identité, Canada)
- William Donald Dixon Memorial Research and Essay Award (Société Canadienne de l’Identité)
- Médaille pour service méritoire (Gouvernement Canadien)
- Ordre du mérite des forces de police (Gouvernement Canadien)
- Commissioner's Commendation for Outstanding Service (Commissionnaire de la Gendarmerie Royale du Canada)
- Lewis Minshall Award (The Fingerprint Society of the United Kingdom)
- The Good of the Association Award (International Association for Identification (en))
- Médaille de la confédération (125ième anniversaire)(Gouvernement du Canada)
- Médaille du Jubilé d'or de la Reine (Gouvernement du Canada)
- Distinquished Member (International Association for Identification (en))
- Identification Progress Award (Ontario Police College)
- Henry Medal (Finger Print Society, UK)

## Livres
- Ashbaugh, DR. Quantitative-Qualitative Friction Ridge Analysis: An Introduction to Basic and Advanced Ridgeology, CRC Press, 1999